# Centrale nucleare di Unterweser
La centrale nucleare di Unterweser (in tedesco Kernkraftwerk Unterweser (KKU)) è una centrale nucleare della Germania situata presso la località di Stadland nella Bassa Sassonia. La centrale è composta da un reattore PWR per complessivi 1345MW di potenza.